# Klaus-Michael Ahrend
Klaus-Michael Ahrend (* 6. August 1971 in Aalen) ist ein deutscher Wirtschaftswissenschaftler und seit 2008 Vorstand der HEAG Holding AG in Darmstadt.  Ahrend ist Honorarprofessor an der Hochschule Darmstadt, Autor von  Fach- und Lehrbüchern und Geschäftsführer des Technologie- und Gründerzentrums HUB31. Des Weiteren engagiert er sich als Vorstandsmitglied der Financial Experts Association und der Kunsthalle Darmstadt sowie als Praxisvorsitzender der Expertenkommission für die Entwicklung eines Public Corporate Governance Musterkodex.

## Werdegang
Zwischen 1996 und 1999 absolvierte Ahrend ein Studium der Wirtschaftswissenschaften mit dem Schwerpunkt Finanzen und Kapitalmärkte an der Universität St. Gallen mit Semestern in Wien und London. 2001 promovierte Klaus-Michael Ahrend zum Dr. rer. pol. an der Universität Trier zum Thema Strategische Neuausrichtung. Er engagiert sich als Lehrbeauftragter und wurde 2015 zum Honorarprofessor der Hochschule Darmstadt für den Fachbereich Wirtschaft ernannt.
In dem Zeitraum von 1997 bis 2005 arbeitete Klaus-Michael Ahrend als Strategieberater bei Accenture und war der unternehmensweite Koordinator für Beteiligungsmanagement, M&A und Risikomanagement in Deutschland, Österreich und der Schweiz.
Seit dem 1. April 2008 ist er Vorstandsmitglied der HEAG Holding AG.
Seit 2020 ist er zusätzlich Geschäftsführer des Technologie- und Gründungszentrums HUB31.
Im Team gewann Ahrend für die Wissenschaftsstadt Darmstadt den Bitkom-Wettbewerb als Digitale Stadt, als auch den CSR-Sonderpreis der Bundesregierung im Bereich Digitalisierung mit der HEAG Holding AG.

## Veröffentlichungen (Auswahl)
- als Hrsg. mit Katrin Redmann: Innovationsökosysteme. Netzwerke nutzen und Innovationskraft steigern. Schäffer-Poeschel, Stuttgart 2023, ISBN 978-3-7910-5820-7.
- Nachhaltigkeit. Ökologische und soziale Innovationen als unternehmerische Chance. 2. Auflage. Springer Gabler, Berlin / Heidelberg 2022, ISBN 978-3-662-65750-8. doi:10.1007/978-3-662-65751-5
- als Hrsg. mit Artur Mertens, Anke Kopsch und Werner Stork: Smart Region – Die digitale Transformation einer Region nachhaltig gestalten. Springer Gabler, Wiesbaden 2021, ISBN 978-3-658-29725-1. doi:10.1007/978-3-658-29726-8.
- Beteiligungsmanagement: Erfolgreiche Führung von Holding- und Beteiligungsgesellschaften. Springer Gabler, Berlin 2020, ISBN 978-3-662-60587-5. doi:10.1007/978-3-662-60588-2
- Geschäftsmodell Nachhaltigkeit: Ökologische und soziale Innovationen als unternehmerische Chance. In: W. Leal Filho (Hrsg.): Aktuelle Ansätze zur Umsetzung der UN-Nachhaltigkeitsziele. Springer Spektrum, Berlin / Heidelberg 2019, ISBN 978-3-662-58716-4, S. 43–62. doi:10.1007/978-3-662-58717-1_3
- Zwischen Big Data und Design Thinking: Entwicklung von Ideen für neue Geschäftsmodelle. 2018. (econstor.eu)
- Corporate Governance in der Energiewirtschaft – zwischen Unternehmenswert und Public Value. 2014. (econstor.eu)